# Козачий полк особого призначення Абвергрупи-201
Козачий полк особого призначення Абвергрупи-201 (рос. Казачий полк особого назначения Абвергруппы-201) — військовий підрозділ козаків у складі Абверу періоду Другої світової війни.

## Історія
Для виконання розвідувально-диверсійних завдань, контррозвідки у тилу Червоної армії діяла Абвергрупа-201: з вересня 1942 при 11-й армії фельдмаршала фон Манштейна, згодом 1-ї танкової армії генерала фон Маккензена, з лютого 1943 армійської групи «Голлідт» генерала К. Голлідта, з лютого 1944 групі армій «Південна Україна» фельдмаршала Фердінанда Шернера. При Абвергрупі-201 сформували чотири козачі сотні, які об'єднали у Козачий полк особого призначення Абвергрупи-201.
- 1-ша сотня Андріївська була створена у серпні 1942 у селищі Тавель біля Сімферополя в Кримі з полонених Донських і Кубанських козаків, що утримувались там у таборі. Командував сотнею лейтенант Гірш. Сотні належало проводити розвідку на ближніх тилах, переправляти через лінію фронту розвідувальні та диверсійні групи. Сотню перекинули у жовтні 1942 на Ленінградський фронт, де вони до грудня боролись з партизанами. З січня 1943 сотня діяла на Кубані, з вересня у Запорожжі, до листопаду на Херсонщині. Там сотню розформували, передавши частину складу до 3-ї сотні, решту залишили при штабі Абвергрупи-201.
- 2-га сотня Звєревська — була сформована у лютому 1943 у селі Звєрєво Ростовської області. Командирами сотні були осавул Іван Зємняком, осавул Володимир Кондратьєв (молодший лейтенант Червоної армії). За сотнею наглядав унтерофіцер Гесс, який навчав їх топографії. Малими групами козаки переходили лінію фронту для виконання розвідки, диверсій. Сотню перекинули у середині березня до села Доля Сталінської області, у вересні до села Ольгине на Херсонщині, потім до Свобода на Миколаївщині. Сотню розформували у грудні, а козаків перевели до 3-ї сотні.
- 3-тя сотня Галдинська — появилась в січні 1943. Командиром став сержант Червоної армії Галдін, що діяв під наглядом представника штабу Абвергрупе-201 лейтенанта Ніссе. Сотня провадила розвідувальні операції в районі станиць Бессергенівська[1], селищ Богушівка, Татарське Ростовської області, селища Первомайське Донецької області. З травня сотня діяла на Херсонщині, у листопаді біля Нікополя. Наприкінці 1943 сотню поповнили козаки з розформованих 1-ї та 2-ї сотень, а на початку 1944 3-тю сотню вивели з-під керівництва Абвергруппе-201 і перебазували до Франції. Сотню реорганізували в ескадрон 403-го дивізіону кавалерії 5-го резервно-навчального козачого полку, яким командував підполковник Стабєнов. До кінця року ескадрон воював з союзниками у Франції, у січні 1945 його ввели до 403-го дивізіону кавалерії у Хорватії, де він боровся з партизанами у складі III-го Кубанського козачого полку 2-ї бригади 1-ї козачої кавалерійської дивізії, реорганізованої у 15-й козачий кавалерійський корпус СС.
- 4-та сотня Гапоївська — була сформована у червні 1943 з полонених козаків табору у Донецьку під командуванням Антона Гапоєва, який навчався у школі Абверу[2] в Тавеля біля Сімферополя. Його замінив Тимофій Хорунженко. Групи по декілька чоловік перекидали на Донбас для диверсійно-розвідувальних завдань. Згодом вони оперували на Херсонщині. У 1944 на базі сотні утворили Козачий відділ сцеціального призначення «Атаман».